# Darda
 Darda  è un comune della Croazia di 7 062 abitanti della Regione di Osijek e della Baranja.

## Sport
In città ha sede la squadra di basket K.K. Darda protagonista nel massimo campionato nazionale.